# 呂璧松
呂璧松（1873年—1931年3月12日），業餘水墨畫家，祖籍泉州。一說在他曾祖時其家便遷居至今臺灣臺南市，又有一說他在臺灣日治時期的大正九年（1920年）才客居臺南。他是臺南歲進士呂陽泰之後人，自入塾讀書以來便喜愛繪畫。由於求畫者眾多，便於臺南頂打石街為人揮毫。他擅長南宗畫法，人物寫意筆法顯露黃慎趣味。此外他也有以地方鄉土生活為題材的作品，為臺南人所重視，有人更將他視為民間畫師。曾獲得日本京都洛陽美術會所頒授的一等金牌獎。收有門生許春山與鄭清奇兩人。1920年時，以繪畫為業的陳玉峰及潘春源皆曾拜訪客居台南的呂璧松，受到他指點畫技。呂璧松離開後，兩人更相繼到閩粵等地觀摩，精進技藝，日後皆成為著名彩繪藝師。1930年以來呂璧松便在家養病，1931年3月12日逝世，享年六十歲。